# 矢矧村
矢矧村（やはぎむら）は、1889年4月1日から1907年10月1日まで福岡県遠賀郡にあった村。現在の遠賀郡岡垣町の一部にあたる。

## 地理
河川：矢矧川

## 歴史
- 1889年（明治22年）4月1日 - 遠賀郡山田村、糠塚村、黒山村、野間村、高倉村、上畑村、海老津村、戸切村が合併し矢矧村が設立[1][2]。
- 1907年（明治40年）10月1日 - 遠賀郡岡県村と合併し岡垣村を新設して消滅[1][2]。